# GHS危險象形符號圖
危险的象形图是国际全球化学品统一分类和标签制度的分类和标签制度（GHS）一部份。GHS中包含两套象形符號：一套标签用于容器和工作场所的危害警告，另一組用于危险货物运输时的危害警告。使用者根据实际使用环境和需求，选择合适的标签，但不能将两套标签混合使用。两套象形图的危险识别符号是相同的，但运输象形图的颜色种类更多，并会包含更多的信息，如子类别项号和配装组等。
危險象形圖是全球統一制度下容器標籤的關鍵要素之一，包含：
- 识别符号；
- 危险或警告信号词（如有）
- 危险说明，简扼地说明产品可能引发的危害（如有）
- 防范说明，指示使用者如何防止产品对人或环境产生危害（如有）
- 产品供应商的标识（可能是制造商或进口商）

全球统一制度的化学危害的象形图旨在提供基础性的（或替代国家系统内的）危险象形图，其标准由欧洲联盟（CLP法规）在2009年判定有效。
GHS的运输象形图与联合国建议的危险品运输象形图是相同的，并在一些国家中被广泛实施，如美国的《联邦危险材料运输法》（49 U.S.C. 5101-5128）和美国运输部的法规（49 C.F.R. 100–185）。

## 物理危害
| | 用處 |
| - 不稳定的爆炸物 - 爆炸物：1.1项、1.2项、1.3项、1.4项、1.5项、1.6项 - 自反应物质和混合物：A、B型 - 有机过氧化物：A、B型 - 爆炸物：1.5项、1.6项 - 易燃气体：类别2 - 自反应物质和混合物：G型（见危险的4类易燃固体） 例：1-二叠氮亚甲胺基-5-叠氮四唑、TNT、铬酰氯、硝酸甘油 |      |
| GHS01：爆炸品 |      |

| | 用處 |
| - 易燃氣體：類別1 - 易燃氣膠：類別1、2 - 易燃液体：类别1、2、3、4 - 易燃固体：类别1、2 - 自反应物质和混合物：B、C、D、E、F型 - ：类别1 - ：类别1 - 可燃液体：类别3 - 可燃固体：类别3 - 自热物质和混合物：类别1、2 - ：类别1、2、3 - 有機過氧化物：B型、C型、D型、E型、F型 - 禁水性物質和混合物：類別1、2、3 例：丙酮、甲醇及大多數有機溶劑 |      |
| GHS02：易燃品 |      |

| | 用處 |
| - 氧化性气体：类别1 - 氧化性液体：类别1、2、3 - 氧化性固体：类别1、2、3 例：二氧化硫、多数卤素、高锰酸钾、硝酸 |      |
| GHS03：氧化剂                                                                                                  |      |

|                                                                      | 用處 |
| - 压缩气体 - 液化气体 - 冷冻液化气体 - 溶解气体 例：液氮、液氧、液氦 |      |
| GHS04：                                                              |      |

|                                                                       | 用處 |
| - 金属腐蚀剂：类别1 例：强酸/碱（硝酸、氢氧化钠）、氧化钙、无水氯化锌 | |
| GHS05:腐蚀品                                                          | |
|                                                                       | - 爆炸物：1.5项、1.6项 - 易燃气体：类别2 - 自反应物质和混合物：G型（见危险的4类易燃固体） - 有机过氧化物：G型 - 皮肤腐蚀性：类别1A、1B和1C - 严重眼损伤：类别1 |
| 腐蚀性                                                                | |

## 健康危害
|                                                                        | 用處 |
| - 急性毒性（经口、经皮、吸入）：类别1、2、3 例：七氧化二釩锰、芥子毒气 |      |
| GHS06：急性毒性                                                        |      |

| | 用處 |
| - 急性毒性（经口、经皮、吸入）：类别4 - 皮肤刺激：类别2、3 - 眼部刺激：类别2A - 皮肤敏化物：类别1 - 特定目标器官毒性（单次接触）：类别3 - 呼吸道刺激 - 麻醉效应 |      |
| GHS07：有害品 |      |

| | 用處                                                                                                |
| - 呼吸敏化物：类别1 - 生殖细胞致突变性：类别1A、1B、2 - 致癌性：类别1A、1B、2 - 生殖毒性：类别1A、1B、2 - 特定目标器官毒性（单次接触）：类别1、2 - 特定目标器官毒性（重复接触）：类别1、2 - 吸入危险：类别1、2 | |
| GHS08：健康危害 | |
| 无象形图 | - 急性毒性（经口、经皮、吸入）：类别5 - 刺激眼睛：类别2B - 生殖毒性：影响哺乳期或通过哺乳期产生影响 |

## 环境危害
|                                                        | 用處                                                      |
| - 急性水生环境危害：类别1 - 长期水生环境危害：类别1、2 |                                                           |
| GHS09：环境危险                                        |                                                           |
| 无象形图                                               | - 急性水生环境危险：类别2、3 - 长期水生环境危险：类别3、4 |

## 运输象形图

### 第1类：爆炸物
| | 用處 |
| 爆炸物 1.1项：爆炸物有整体爆炸的危险 1.2项：爆炸物有严重迸射危险（无整体爆炸危险） 1.3项：爆炸物有起火、爆炸或迸射危险（无整体爆炸危险） 注意 - 星号为项号、类别代码或配装组（如有） |      |
| 1.1–1.3项 |      |

| | 用處 |
| 爆炸物 起火或迸射危险 注意 - 星号为项号、类别代码或配装组（如有） - 被归类为爆炸物但没有明显的爆炸危险 |      |
| 1.4项                                                                                                  |      |

|                                                                                     | 用處 |
| 爆炸物 遇火有整体爆炸危险的不敏感爆炸物 注意 - 星号为项号、类别代码或配装组（如有） |      |
| 1.5项                                                                               |      |

|                                                               | 用處 |
| 爆炸物 无危险说明 注意 - 星号为项号、类别代码或配装组（如有） |      |
| 1.6项                                                         |      |

### 第2类：气體
| | 用處 |
| 易燃气体 气体或气体混合物在20 °C和一个标准大气压（101.3 kPa）下： - 在与空气的混合物中体积比低于13 %时可点燃；或， - 不论可燃下限为何，与空气混合时的可燃范围至少为12 %。 替代的标志 | |
| 2.1项 | |
| 无象形图 | 气体或气体混合物在20 °C和一个标准大气压（101.3 kPa）下： 除2.1项外，与空气混合后有可燃范围的气体或混合物。 |

| | 用處 |
| 非易燃、无毒气体 气体或气体混合物为： - 窒息性气体，会稀释或取代封闭空间中的氧气；或， - 氧化性气体，与氧气相比更能引发或助长燃烧；或 - 不属于易燃或有毒气体。 替代的标志 |      |
| 2.2项 |      |

|                                                                                                | 用處 |
| 有毒气体 气体为： - 已证实的有毒品或腐蚀性；或 - 被推定的有毒品或腐蚀性（吸入LC50≤5000 ppm）。 |      |
| 2.3项                                                                                          |      |

### 第3和4類：易燃液体和固体
| | 用處 |
| 易燃液体 3.1项：极端易燃液体和蒸气（闪点<23°C，沸点≤35°C） 3.2项：高度易燃液体和蒸汽（闪点<23°C，沸点>35°C） 3.3项：易燃液体和蒸汽（闪点≥30°C，≤60°C） 3.4项：可燃液体（闪点>60°C，≤93°C） 替代的标志 |      |
| 第3類 |      |

| | 用處 |
| 易燃固体、自反应物质和固体退敏爆炸品 在运输过程中受摩擦，易燃的固体；易自热和自发生放热反应的物质；稀释不充分时易爆炸品。 |      |
| 4.1 |      |

|                                                                  | 用處 |
| 发火物质 运输过程中会发生自热；与空气接触不到5分钟便燃烧的物质。 |      |
| 4.2                                                              |      |

|                                                                                  | 用處 |
| 遇水放出易燃气体的物质和混合物 遇水放出自燃气体，并有自燃倾向的物质。 替代的标志 |      |
| 4.3                                                                              |      |

### 其他GHS运输标签
|                                                                                 | 用處 |
| 氧化性物质 本身不一定是可燃物，但可以产生氧气（或其他助燃物）并引起或加剧燃烧。 |      |
| 5.1                                                                             |      |

|                                                                           | 用處 |
| 有机过氧化物 包含二价 –O–O– 结构的有机物，如过氧化氢及其衍生物。 替代标志 |      |
| 5.2                                                                       |      |

| | 用處 |
| 有毒品 具急性毒性的物质： - 口服LD50≤300 mg/kg；或 - 皮肤接触LD50≤1000 mg/kg；或 - 吸入（粉尘、烟雾）LC50≤5000 ppm 。 例：氰化氢 |      |
| 6.1 |      |

| | 用處 |
| 腐蚀性物质 对人体或金属具刺激性、腐蚀性的物质： - 任何已知的、存在体外实验证明的，会对皮肤、眼部等器官造成不可逆危害的物质；或 - 经验或数据证明，皮肤接触短于4小时的情况下，造成了不可逆伤害的物质；或 - 经验或数据证明，会对眼部接触造成21天内不可逆伤害的物质；或 - 在55 °C时，对钢或铝材的腐蚀率≥6.25 ppm/年 的物质。 |      |
| 第8类 |      |

### 非GHS运输象形图
以下象形图属于《联合国关于危险货物运输的建议书》的建议范围，但还未纳入GHS标准中。
|            |            |            |            |            |                      |
| 类6.2      | 第7类      | 第7类      | 第7类      | 第7类      | 第9类                |
| 感染性物质 | 放射性材料 | 放射性材料 | 放射性材料 | 放射性材料 | 杂项危险物质和混合物 |

## 腳註
1. ↑  Part 1, section 1.4.10.5.1, GHS Rev.2
2. ↑  Part 1, section 1.4.10.5.2, GHS Rev.2

## 外部連結
- 全球统一制度的象形图画廊（页面存档备份，存于） 联合国欧洲经济委员会